# Dorothea Carrera
Dorothea Carrera (* 9. Juli 1941 als Dorothea Erika Kummer in Leipzig; † 24. Juni 1988 in Hamburg) war eine deutsche Schauspielerin und Hörspielsprecherin.

## Leben
Die geborene Dorothea Kummer stammte aus Leipzig. Sie gehörte dem Ensemble des Ernst-Deutsch-Theaters in Hamburg an und hatte außerdem ein Engagement am Kleinen Theater Heilbronn. Bekannt wurde sie vor allem als Hörspielsprecherin. In Hörspielen des Labels Europa war sie stimmlich häufig vertreten, z. B. als „Fräulein Theobald“ in Hanni und Nanni. In der Hörspielfassung des Deutschlandfunks von Planet des Todes sprach sie „Planet Woodlark“.
Als Schauspielerin trat sie z. B. in der Tatort-Folge Auf offener Straße in Erscheinung. Im Fernsehfilm Treffpunkt Leipzig spielte sie die Hauptrolle der Gertrud Kohlgrub. Des Weiteren wirkte sie im Exploitation-Klassiker Hexen bis aufs Blut gequält und in einer Gastrolle in der Serie Großstadtrevier mit.
Dorothea Carrera starb im Alter von nur 46 Jahren im Allgemeinen Krankenhaus Altona in ihrer Wahlheimat Hamburg.

## Filmografie
- 1970: Hexen bis aufs Blut gequält
- 1970: Keine Angst Liebling, ich pass schon auf!
- 1971: Tatort: Auf offener Straße
- 1971: Immer die verflixten Weiber
- 1971: Tante Trude aus Buxtehude
- 1971: Verliebte Ferien in Tirol
- 1972: Emil, der Seitenspringer (TV)
- 1976: PS: Die Schuldfrage (Fernsehserie)
- 1985: Treffpunkt Leipzig
- 1986: Novemberkatzen
- 1986: Großstadtrevier: Mensch, der Bulle ist 'ne Frau (Fernsehserie)